# Haut lieu de la mémoire nationale
Un Haut lieu de la mémoire nationale (HLMN) est, en France, un lieu de mémoire sélectionné par le ministère des Armées pour son caractère national et emblématique dans la mémoire des conflits contemporains depuis la guerre de 1870, ce qui inclut la Première Guerre mondiale (1914–1918), la Seconde Guerre mondiale (1939–1945), les guerres d'indépendance de l'empire colonial (1946–1962), et les opérations extérieures (depuis 1963).
Il existe dix Hauts lieux de la mémoire nationale, dont la liste a été établie en 2014 et complétée en 2019.

## Histoire
Le ministère des Armées (appelé à l'époque ministère de la Défense) établit par un arrêté du 20 mars 2014 une liste de neuf Hauts lieux de la mémoire nationale. Par arrêté du 2 décembre 2019, il ajoute un dixième lieu nouvellement inauguré : le monument aux morts pour la France en opérations extérieures.

## Gestion
Ces sites sont des biens du domaine public immobilier de l'État, relevant de la direction des Patrimoines, de la Mémoire et des Archives (DPMA) du ministère des Armées qui, depuis 2010, en a confié l'entretien, la rénovation et la valorisation à l'Office national des anciens combattants et victimes de guerre (ONACVG).
Les sites situés en Île-de-France, au nombre de quatre, sont animés par un service pédagogique des Hauts lieux de la mémoire nationale en Île-de-France (HLMN-IDF), dirigé par Antoine Grande (d) puis par Jean-Baptiste Romain.

## Critères
Parmi les nombreux lieux de mémoire du territoire français, les Hauts lieux de la mémoire nationale répondent aux critères cumulatifs suivants :
- ils sont liés à la mémoire des conflits contemporains depuis la guerre de 1870 ;
- ils ont un caractère national et emblématique d'un aspect des conflits contemporains ;
- ils sont entretenus par le ministère des Armées ou sous sa responsabilité, afin de perpétuer la mémoire des conflits contemporains et de maintenir le lien armée-nation.

Quatre d'entre eux comprennent une nécropole.

## Tourisme
Ces Hauts lieux génèrent du tourisme de mémoire, attirant 900 000 visiteurs en 2015. En 2016 leur fréquentation est de 1 200 000 visiteurs, représentant 10,5 % de la fréquentation totale des lieux de mémoire. En 2018, elle est d'un million de visiteurs.

## Liste
| Photographie | Haut lieu de la mémoire national                                                  | Localisation                              | Département      | Année | Conflit                                                  | Commémoration |
| ------------ | --------------------------------------------------------------------------------- | ----------------------------------------- | ---------------- | ----- | -------------------------------------------------------- | --- |
|              | Nécropole nationale de Notre-Dame-de-Lorette                                      | Ablain-Saint-Nazaire                      | Pas-de-Calais    | 2014  | Première Guerre mondiale                                 | « Au titre des soldats morts pour la France aux côtés de leurs frères d'armes alliés (1914–1918) »                              |
|              | Nécropole nationale de Fleury-devant-Douaumont                                    | Douaumont-Vaux et Fleury-devant-Douaumont | Meuse            | 2014  | Première Guerre mondiale                                 | « Au titre du sacrifice des soldats français de la Grande Guerre à Verdun (1914–1918) »                                         |
|              | Tranchée des baïonnettes                                                          | Douaumont-Vaux et Fleury-devant-Douaumont | Meuse            | 2014  | Première Guerre mondiale                                 | « Au titre du sacrifice des soldats français de la Grande Guerre à Verdun (1914–1918) »                                         |
|              | Ancien camp de concentration de Natzweiler-Struthof                               | Natzwiller                                | Bas-Rhin         | 2014  | Seconde Guerre mondiale                                  | « Au titre du système concentrationnaire nazi et de la Résistance européenne (1933–1945) »                                      |
|              | Mont-Valérien, particulièrement le mémorial de la France combattante              | Mont Valérien, Suresnes                   | Hauts-de-Seine   | 2014  | Seconde Guerre mondiale                                  | « Au titre de la répression exercée par les autorités allemandes pendant l'Occupation (1940–1944) et de la France combattante » |
|              | Mémorial des martyrs de la déportation                                            | Île de la Cité                            | Paris (4e arr.)  | 2014  | Seconde Guerre mondiale                                  | « Au titre de la mémoire des déportés »                                                                                         |
|              | Mémorial national de la prison de Montluc                                         | Lyon                                      | Rhône            | 2014  | Seconde Guerre mondiale                                  | « Au titre de l'internement par le régime de Vichy et les autorités allemandes pendant l'Occupation (1940–1944) »               |
|              | Mémorial du débarquement et de la libération de la Provence                       | Tour Beaumont, mont Faron, Toulon         | Var              | 2014  | Seconde Guerre mondiale                                  | « Au titre du débarquement des 15 et 16 août 1944 et de l'armée de la Libération »                                              |
|              | Mémorial des guerres en Indochine                                                 | Fréjus                                    | Var              | 2014  | Seconde Guerre mondiale et Guerre d'Indochine            | « Au titre de la Seconde Guerre mondiale en Indochine (1940–1945) et de la guerre d'Indochine (1946–1954) »                     |
|              | Mémorial national de la guerre d'Algérie et des combats du Maroc et de la Tunisie | Quai Branly                               | Paris (7e arr.)  | 2014  | Guerre d'Algérie, indépendance du Maroc et de la Tunisie | |
|              | Monument aux morts pour la France en opérations extérieures                       | Parc André-Citroën                        | Paris (15e arr.) | 2019  | Opérations extérieures depuis 1963                       | |